# Henk Pfann

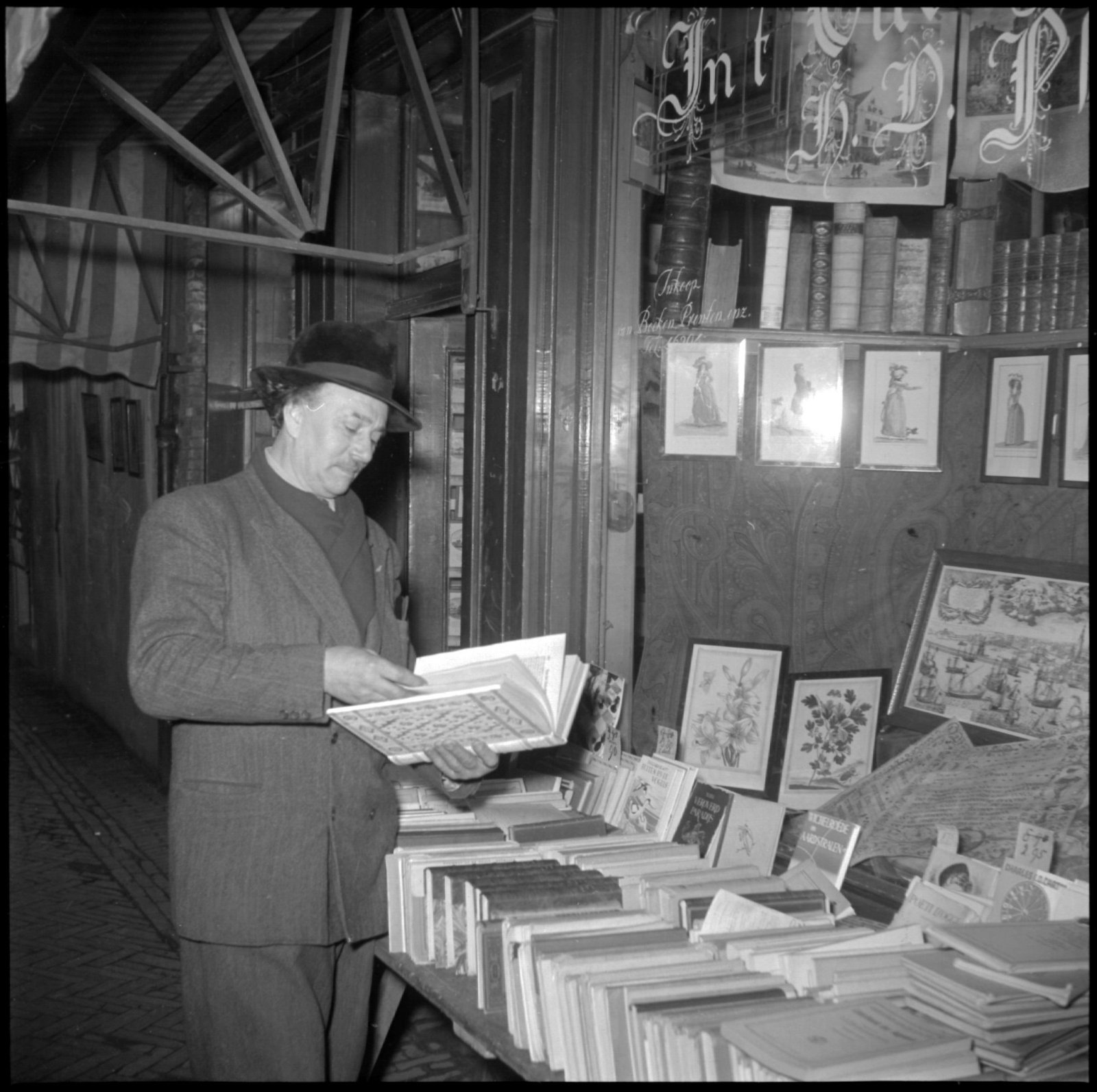
H.D. Pfann. boekhandel in de Oudemanhuispoort (1952)

Hendrik Daniël (Henk) Pfann ( 21 februari 1940 – 29 augustus 2006 ) was een Amsterdamse boekhandelaar en uitgever. Hij was daarnaast publicist onder het pseudoniem Mosis Sneeuw.
Pfann werd geboren als zoon van een boekhandelaar. Zijn grootvader was een boekwinkel begonnen in de Oudemanhuispoort in Amsterdam en zijn vader had die uitgebreid tot een kleine keten die deels een concurrent was van De Slegte. Pfann had een technische knobbel en werkte aanvankelijk bij Fokker. Na de dood van zijn vader stapte hij in het boekenvak en zette hij samen met zijn moeder de boekhandels voort. Daarnaast gaf hij onder andere De doden van Rubens uit, en een verkleinde uitgave van de 17e-eeuwse Fouquet-atlas van Amsterdam.
Hij kreeg echter psychische klachten en moest de boekhandels van de hand doen. Wel behield hij een boekenstal in de Oudemanhuispoort. Onder het pseudoniem Mosis Sneeuw publiceerde hij Loesje-achtige teksten, onder andere in Het Parool. In Amsterdam placht Pfann zich te verplaatsen per bakfiets met een bak in de vorm van een bijbel.
Pfann overleed op 66-jarige leeftijd aan een hartinfarct. Hij werd op 4 september 2006 begraven op begraafplaats Rustoord te Diemen.